# Rally van Groot-Brittannië 2008
De Rally van Groot-Brittannië 2008, formeel 64th Wales Rally Great Britain, was de 64e editie van de Rally van Groot-Brittannië en de vijftiende ronde van het wereldkampioenschap rally in 2008. Het was de 454e rally in het wereldkampioenschap rally die georganiseerd wordt door de Fédération Internationale de l'Automobile (FIA). De start en finish was in Cardiff.

## Programma
| Etappe | Datum               | Klassementsproeven | Competitieve afstand |
| ------ | ------------------- | ------------------ | -------------------- |
| 1      | Vrijdag 5 december  | 8                  | 57,04 kilometer      |
| 2      | Zaterdag 6 december | 7                  | 129,21 kilometer     |
| 3      | Zondag 7 december   | 4                  | 96,10 kilometer      |
|        |                     |                    |                      |
| Totaal | Totaal              | 19                 | 282,35 kilometer     |

- Noot: Vanwege slechte weersomstandigheden werden de proeven op etappe 1 ingekort met 66,64 kilometer.

## Resultaten
| Algemene top tien | Algemene top tien | Algemene top tien    | Algemene top tien                  | Algemene top tien | Algemene top tien | Algemene top tien | Algemene top tien |
| Pos.              | #                 | Rijder               | Auto                               | Gr/kl             | Tijd              | Eerste            | Punten            |
| Pos.              | #                 | Navigator            | Inschrijving                       | C                 | Straftijd         | Vorige            | Punten            |
| ----------------- | ----------------- | -------------------- | ---------------------------------- | ----------------- | ----------------- | ----------------- | ----------------- |
| 1.                | 1                 | Sébastien Loeb       | Citroën C4 WRC                     | A8                | 2:43:09,6         | 0:00              | 10                |
| 1.                | 1                 | Daniel Elena         | Citroën Total WRT                  | C                 |                   | =                 | 10                |
| 2.                | 4                 | Jari-Matti Latvala   | Ford Focus RS WRC 08               | A8                | 2:43:22,3         | + 12,7            | 8                 |
| 2.                | 4                 | Miikka Anttila       | BP Ford Abu Dhabi World Rally Team | C                 |                   | + 12,7            | 8                 |
| 3.                | 2                 | Daniel Sordo         | Citroën C4 WRC                     | A8                | 2:44:30,2         | + 1:20,6          | 6                 |
| 3.                | 2                 | Marc Martí           | Citroën Total WRT                  | C                 |                   | + 1:07,9          | 6                 |
| 4.                | 5                 | Petter Solberg       | Subaru Impreza S14 WRC 08          | A8                | 2:45:09,2         | + 1:59,6          | 5                 |
| 4.                | 5                 | Phil Mills           | Subaru World Rally Team            | C                 |                   | + 39,0            | 5                 |
| 5.                | 12                | Per-Gunnar Andersson | Suzuki SX4 WRC                     | A8                | 2:47:13,7         | + 4:04,1          | 4                 |
| 5.                | 12                | Jonas Andersson      | Suzuki World Rally Team            | C                 |                   | + 2:04,5          | 4                 |
| 6.                | 7                 | François Duval       | Ford Focus RS WRC 07               | A8                | 2:48:17,4         | + 5:07,8          | 3                 |
| 6.                | 7                 | Denis Giraudet       | Stobart VK Ford Rally Team         | C                 |                   | + 1:03,7          | 3                 |
| 7.                | 11                | Toni Gardemeister    | Suzuki SX4 WRC                     | A8                | 2:48:34,6         | + 5:25,0          | 2                 |
| 7.                | 11                | Tomi Tuominen        | Suzuki World Rally Team            | C                 |                   | + 17,2            | 2                 |
| 8.                | 3                 | Mikko Hirvonen       | Ford Focus RS WRC 08               | A8                | 2:48:48,4         | + 5:38,8          | 1                 |
| 8.                | 3                 | Jarmo Lehtinen       | BP Ford Abu Dhabi World Rally Team | C                 |                   | + 13,8            | 1                 |
| 9.                | 8                 | Matthew Wilson       | Ford Focus RS WRC 07               | A8                | 2:51:23,5         | + 8:13,9          |                   |
| 9.                | 8                 | Scott Martin         | Stobart VK Ford Rally Team         | C                 |                   | + 2:20,9          |                   |
| 10.               | 20                | Barry Clark          | Ford Focus RS WRC 07               | A8                | 2:53:02,7         | + 9:53,1          |                   |
| 10.               | 20                | Paul Nagle           | Stobart VK Ford Rally Team         | A8                |                   | + 1:39,2          |                   |
| DNF top tien      |                   |                      |                                    |                   |                   |                   |                   |
| Pos.              | #                 | Rijder               | Auto                               | Gr/kl             | KP                | Reden             | Reden             |
| Pos.              | #                 | Navigator            | Inschrijving                       | C                 | KP                | Reden             | Reden             |
| DNF               | 6                 | Chris Atkinson       | Subaru Impreza S14 WRC 08          | A8                | 7                 | Ongeluk           | Ongeluk           |
| DNF               | 6                 | Stéphane Prévot      | Subaru World Rally Team            | C                 | 7                 | Ongeluk           | Ongeluk           |
| DNF               | 14                | Henning Solberg      | Ford Focus RS WRC 07               | A8                | 18                | Mechanisch        | Mechanisch        |
| DNF               | 14                | Cato Menkerud        | Stobart VK Ford Rally Team         | A8                | 18                | Mechanisch        | Mechanisch        |
| DNF               | 18                | Mads Østberg         | Subaru Impreza S12B WRC 07         | A8                | 16                | Onbekend          | Onbekend          |
| DNF               | 18                | Ole Kristian Unnerud | Adapta AS                          | A8                | 16                | Onbekend          | Onbekend          |
| DNF               | 22                | Gareth Jones         | Subaru Impreza S12B WRC 07         | A8                | 17                | Mechanisch        | Mechanisch        |
| DNF               | 22                | Clive Jenkins        | Gareth Jones                       | A8                | 17                | Mechanisch        | Mechanisch        |
| DNF               | 32                | Mirco Baldacci       | Mitsubishi Lancer Evo IX           | N4                | 16                | Onbekend          | Onbekend          |
| DNF               | 32                | Giovanni Agnese      | Mirco Baldacci                     | N4                | 16                | Onbekend          | Onbekend          |
| DNF               | 33                | Martin Prokop        | Mitsubishi Lancer Evo IX           | N4                | 7                 | Motor             | Motor             |
| DNF               | 33                | Jan Tománek          | Martin Prokop                      | N4                | 7                 | Motor             | Motor             |
| DNF               | 35                | Jevgeni Novikov      | Mitsubishi Lancer Evo IX           | N4                | 9                 | Mechanisch        | Mechanisch        |
| DNF               | 35                | Dale Moscatt         | Jevgeni Novikov                    | N4                | 9                 | Mechanisch        | Mechanisch        |
| DNF               | 36                | Eyvind Brynildsen    | Mitsubishi Lancer Evo IX           | N4                | 7                 | Mechanisch        | Mechanisch        |
| DNF               | 36                | Glenn MacNeall       | Eyvind Brynildsen                  | N4                | 7                 | Mechanisch        | Mechanisch        |
| DNF               | 39                | Nasser Al-Attiyah    | Subaru Impreza STi                 | N4                | 9                 | Mechanisch        | Mechanisch        |
| DNF               | 39                | Chris Patterson      | QMMF                               | N4                | 9                 | Mechanisch        | Mechanisch        |
| DNF               | 40                | Loris Baldacci       | Mitsubishi Lancer Evo IX           | N4                | 3                 | Mechanisch        | Mechanisch        |
| DNF               | 40                | Rudy Pollet          | Errani Team Group                  | N4                | 3                 | Mechanisch        | Mechanisch        |

| PWRC top drie | PWRC top drie  | PWRC top drie |
| Pos.          | Rijder         | Pnt.          |
| ------------- | -------------- | ------------- |
| 1             | Patrik Flodin  | 10            |
| 2             | Andreas Aigner | 8             |
| 3             | Guy Wilks      | 6             |

## Statistieken

#### Klassementsproeven
| Etappe | Datum      | KP | Starttijd | Naam            | Lengte   | Snelste rijder     | Tijd          | Gem. snelheid | Rallyleider        |
| ------ | ---------- | -- | --------- | --------------- | -------- | ------------------ | ------------- | ------------- | ------------------ |
| 1      | 5 december | 1  | 9:08      | Hafren 1        | 3,67 km  | Neutralisatie      | Neutralisatie | Neutralisatie | geen               |
| 1      | 5 december | 2  | 9:44      | Sweet Lamb 1    | 4,28 km  | Sébastien Ogier    | 2:48,6        | 91,39 km/u    | Sébastien Ogier    |
| 1      | 5 december | 3  | 10:12     | Myherin 1       | 18,28 km | Jari-Matti Latvala | 10:59,2       | 99,83 km/u    | Sébastien Ogier    |
| 1      | 5 december | 4  | 13:45     | Hafren 2        | 3,67 km  | Neutralisatie      | Neutralisatie | Neutralisatie | Sébastien Ogier    |
| 1      | 5 december | 5  | 14:03     | Sweet Lamb 2    | 4,28 km  | Sébastien Loeb     | 2:50,4        | 90,42 km/u    | Sébastien Ogier    |
| 1      | 5 december | 6  | 14:31     | Myherin 2       | 18,28 km | Jari-Matti Latvala | 10:56,5       | 100,24 km/u   | Jari-Matti Latvala |
| 1      | 5 december | 7  | 17:29     | Walters Arena 1 | 2,29 km  | Jari-Matti Latvala | 1:44,5        | 78,89 km/u    | Jari-Matti Latvala |
| 1      | 5 december | 8  | 17:40     | Walters Arena 2 | 2,29 km  | Sébastien Loeb     | 1:45,0        | 78,51 km/u    | Jari-Matti Latvala |
|        |            |    |           |                 |          |                    |               |               | Jari-Matti Latvala |
| 2      | 6 december | 9  | 8:18      | Resolfen 1      | 30,68 km | Daniel Sordo       | 17:12,5       | 106,97 km/u   | Jari-Matti Latvala |
| 2      | 6 december | 10 | 9:10      | Halfway 1       | 18,57 km | Jari-Matti Latvala | 11:23,3       | 97,84 km/u    | Jari-Matti Latvala |
| 2      | 6 december | 11 | 10:13     | Crychan 1       | 14,86 km | Daniel Sordo       | 9:25,1        | 94,67 km/u    | Jari-Matti Latvala |
| 2      | 6 december | 12 | 13:21     | Resolfen 2      | 30,68 km | Mikko Hirvonen     | 16:19,9       | 112,71 km/u   | Jari-Matti Latvala |
| 2      | 6 december | 13 | 14:50     | Halfway 2       | 18,57 km | Sébastien Loeb     | 11:11,9       | 99,50 km/u    | Jari-Matti Latvala |
| 2      | 6 december | 14 | 15:16     | Crychan 2       | 14,86 km | Jari-Matti Latvala | 9:00,6        | 98,96 km/u    | Jari-Matti Latvala |
| 2      | 6 december | 15 | 18:15     | Cardiff         | 0,99 km  | Sébastien Loeb     | 56,5          | 63,08 km/u    | Jari-Matti Latvala |
|        |            |    |           |                 |          |                    |               |               | Jari-Matti Latvala |
| 3      | 7 december | 16 | 7:55      | Rheola 1        | 27,96 km | Sébastien Loeb     | 16:15,0       | 103,24 km/u   | Jari-Matti Latvala |
| 3      | 7 december | 17 | 9:03      | Port Talbot 1   | 20,09 km | Sébastien Loeb     | 11:17,9       | 106,69 km/u   | Sébastien Loeb     |
| 3      | 7 december | 18 | 11:10     | Rheola 2        | 27,96 km | Sébastien Loeb     | 16:25,0       | 102,19 km/u   | Sébastien Loeb     |
| 3      | 7 december | 19 | 12:18     | Port Talbot 2   | 20,09 km | Sébastien Loeb     | 11:12,0       | 107,62 km/u   | Sébastien Loeb     |

| KP overwinningen   | KP overwinningen |
| Rijder             | Aantal           |
| ------------------ | ---------------- |
| Sébastien Loeb     | 8                |
| Jari-Matti Latvala | 5                |
| Daniel Sordo       | 2                |
| Mikko Hirvonen     | 1                |
| Sébastien Ogier    | 1                |

## Kampioenschap standen

#### Rijders
|   | Pos. | Rijder             | Pnt. |
| - | ---- | ------------------ | ---- |
| = | 1    | Sébastien Loeb     | 122  |
| = | 2    | Mikko Hirvonen     | 103  |
| = | 3    | Daniel Sordo       | 65   |
| = | 4    | Jari-Matti Latvala | 58   |
| = | 5    | Chris Atkinson     | 50   |

#### Constructeurs
|   | Pos. | Constructeur                       | Pnt. |
| - | ---- | ---------------------------------- | ---- |
| = | 1    | Citroën Total WRT                  | 191  |
| = | 2    | BP Ford Abu Dhabi World Rally Team | 173  |
| = | 3    | Subaru World Rally Team            | 98   |
| = | 4    | Stobart VK Ford Rally Team         | 67   |
| = | 5    | Suzuki World Rally Team            | 34   |

- Vetgedrukte tekst betekent wereldkampioen.
- Noot: Enkel de top 5-posities worden in beide standen weergegeven.